# David A. Noble
David Addison Noble (* 9. November 1802 in Williamstown, Massachusetts; † 13. Oktober 1876 in Monroe, Michigan) war ein US-amerikanischer Politiker. Zwischen 1853 und 1855 vertrat er den Bundesstaat Michigan im US-Repräsentantenhaus.

## Werdegang
David Noble besuchte zunächst eine Privatschule in Plainfield und danach bis 1825 das Williams College in seiner Heimatstadt Williamstown. Nach einem anschließenden Jurastudium in Albany und New York City und seiner im Jahr 1831 erfolgten Zulassung als Rechtsanwalt begann er in New York City in seinem neuen Beruf zu arbeiten. Noch im gleichen Jahr zog er nach Monroe im Michigan-Territorium, wo er weiterhin als Anwalt praktizierte. Außerdem war er dort als städtischer Protokollant (City Recorder) tätig. In den Jahren 1847 und 1848 saß er im Repräsentantenhaus von Michigan; 1852 wurde er zum Bürgermeister von Monroe gewählt, wo er zuvor zwei Amtsperioden als Stadtverordneter absolviert hatte. Noble arbeitete zeitweise auch als Staatsanwalt und Nachlassrichter im Monroe County.
Politisch war Noble Mitglied der Demokratischen Partei. Bei den Kongresswahlen des Jahres 1852 wurde er im zweiten Wahlbezirk von Michigan in das US-Repräsentantenhaus in Washington, D.C. gewählt, wo er am 4. März 1853 die Nachfolge von Charles E. Stuart antrat. Da er bei den Wahlen des Jahres 1854 dem Republikaner Henry Waldron unterlag, konnte er bis zum 3. März 1855 nur eine Legislaturperiode im Kongress absolvieren. Diese war von den Ereignissen und Diskussionen im Vorfeld des Bürgerkrieges geprägt.
Zwischen 1858 und 1862 war Noble Manager der Eisenbahngesellschaft Louisville, New Albany & Chicago Railroad. Im Jahr 1864 nahm er als Delegierter an der Democratic National Convention in Chicago teil, auf der George B. McClellan als Präsidentschaftskandidat nominiert wurde. David Noble starb am 13. Oktober 1876 in Monroe und wurde dort auch beigesetzt.